# 布拉戈伊·波波夫
布拉戈伊·西梅奥诺夫·波波夫（1902年11月22日—1968年9月28日）是保加利亚共产党和共产国际劳工运动的领导人之一。1933年因国会纵火案与季米特洛夫、瓦西尔·康斯坦丁诺夫·塔涅夫等人接受审判，后宣判无罪。